# Alchemilla guatemalensis
Alchemilla guatemalensis é uma espécie de rosácea do gênero Alchemilla, pertencente à família Rosaceae.